# Jean Lajeune
Jean Lajeune war ein französischer Autorennfahrer.

## Karriere als Rennfahrer
Jean Lajeune startete einmal beim 24-Stunden-Rennen von Le Mans. Gemeinsam mit Maurice Faure steuerte er 1929 einen Werks-B.N.C. Type 527, der nach 24 gefahrenen Runden wegen eines Motorschadens ausfiel.

## Statistik

### Le-Mans-Ergebnisse
| Jahr | Team                  | Fahrzeug        | Teamkollege   | Platzierung | Ausfallgrund |
| ---- | --------------------- | --------------- | ------------- | ----------- | ------------ |
| 1929 | Bollack Netter et Cie | B.N.C. Type 527 | Maurice Faure | Ausfall     | Motorschaden |